# تحطم طائرة هركليز سي-130 الإندونيسية
في 30 يونيو 2015 تحطمت طائرة هركليز سي-130 تابعة للقوات الجوية الإندونيسية بعد إقلاعها بوقت قصير من ميدان، سقطت الطائرة في حي سكني قريب، مودية بحياة جميع ركابها، وكان على متنها 101 من الركاب و12 فردًا هم أفراد الطاقم. قبل التحطم بدقائق، طلب قائد الطائرة السماح له بالعودة للقاعدة بسبب خلل فني. اصطدمت الطائرة عند تحطمها بمنزلين وفندق. وأعلنت الشرطة في 1 يوليو أنها انتشلت 141 جثة.
كانت الطائرة تقل عسكريين مع أسرهم، متجهين لأداء خدمتهم العسكرية. كان من بين المسافرين من ركب الطائرة من مالانغ وجاكرتا وبيكانبارو، وكان المخطط للطائرة أن تستمر إلى تانجونغ وناتونا وبونتياناك ثم تعود إلى مالانغ. تعد هذه الرحلات شائعة في إندونيسيا، إذ ينتقل العسكريين مع أسرهم في طائرات عسكرية.